# Peterdi Mária
Peterdi Mária (Budapest, 1919. október 12. – Budapest, 1970. szeptember 30.) író, műfordító. Várnai Zseni és Peterdi Andor leánya.

## Életútja
A párizsi École du Louvre egyiptológia szakán diplomázott 1943-ban. Miután visszatért Magyarországra, bekapcsolódott az ellenállási mozgalomba. 1945-ben a Magyar Rádió munkatársa lett, ugyanitt lektorként dolgozott 1948-tól. Édesanyjával közösen írta a Mint viharban a falevél című önéletrajzi regényt (Bp., 1943). Több francia művet is lefordított magyarra.